# Виленкин, Наум Яковлевич
Нау́м Я́ковлевич Виле́нкин (30 октября 1920, Москва, РСФСР — 19 октября 1991, там же) — советский математик, популяризатор математики.
Автор известных школьных учебников по математике для 4—6 классов, которые служат уже более сорока лет. Первые учебники были изданы в сентябре 1970 года (в соавторстве с К. И. Нешковым, С. И. Шварцбурдом, А. Д. Семушиным, А. С. Чесноковым, Т. Ф. Нечаевой).

## Биография
Родился 30 октября 1920 года в Москве, в семье служащего. Его родители — Я́ков Влади́мирович Виле́нкин (1886—1969) и Зинаи́да Сигизму́ндовна Виле́нкина (урожд. Шва́рц) (1894—1960). В семье был ещё один сын — Сергей Яковлевич Виленкин (1923—1992), который также, как и старший брат стал известным учёным, доктором технических наук, профессором, работал в Институте проблем управления и по совместительству преподавал в МФТИ.
Учился в 7-й опытной школе имени профессора Коваленского в Кривоарбатском переулке. Затем окончил МГУ (1942); доктор физико-математических наук (1950), профессор (1951). С 1943 года работал в различных вузах, с 1961 года — в Московском заочном педагогическом институте.
С середины 1960-х годов участвовал в написании школьных учебников математики, книг и учебных пособий для студентов педагогических ВУЗов и школьных учителей.
В 1975−1990 гг. оказывал помощь Людмиле Георгиевне Петерсон в разработке дошкольно-школьной программы обучения математике.
Умер 19 октября 1991 года в Москве.

## Научный вклад
Первые работы, в том числе диссертация, были посвящены теории топологических групп.
Развивая теорию характеров Понтрягина, установил связь между системами характеров нульмерных компактных абелевых групп, известных также как системы Виленкина, с классом ортонормированных систем кусочно-постоянных функций.
Начиная с 1950-х годов введённые Виленкиным системы активно изучаются в связи с широким применением в области цифровой обработки сигналов.
С середины 1950-х работал над изучением теории представлений групп Ли, где получил ряд результатов, связанных с бесконечномерными представлениями, построенными И. М. Гельфандом и М. А. Наймарком.
Работал в Московской физико-математической школе № 444 преподавателем, где были внедрены его учебные пособия и труды.